# Anax (libellule)
Pour les articles homonymes, voir Anax.
Genre
Anax  est un genre d'Odonates de la famille des Aeshnidae appartenant au sous-ordre des Anisoptères. Ce genre comprend des libellules de grande taille au vol puissant.

## Étymologie
Anax vient de l'ancien grec ἄναξ anax qui signifie « seigneur », « maître » ou « roi ».

## Liste des espèces
Selon Catalogue of Life (7 août 2017) :
- Anax amazili Burmeister, 1839
- Anax bangweuluensis Kimmins, 1955
- Anax chloromelas Ris, 1911
- Anax concolor Brauer, 1865
- Anax congoliath Fraser, 1953
- Anax dubius Lacroix, 1921
- Anax fumosus Hagen, 1867
- Anax georgius Selys, 1872
- Anax gibbosulus Rambur, 1842
- Anax guttatus Burmeister, 1839
- Anax immaculifrons Rambur, 1842
- Anax imperator Leach, 1815
- Anax indicus Lieftinck, 1942
- Anax junius Drury, 1773
- Anax longipes Hagen, 1861
- Anax maclachlani Foerster, 1898
- Anax mahalaxmi Sathe & Shinde, 2008
- Anax mandrakae Gauthier, 1988
- Anax nigrofasciatus Oguma, 1915
- Anax panybeus Hagen, 1867
- Anax parthenope Selys, 1839
- Anax piraticus Kennedy, 1934
- Anax pugnax Lieftinck, 1942
- Anax selysii Foerster, 1900
- Anax speratus Hagen, 1867
- Anax strenuus Hagen, 1867
- Anax tristis Hagen, 1867
- Anax tumorifer McLachlan, 1885
- Anax walsinghami McLachlan, 1883

## Galerie

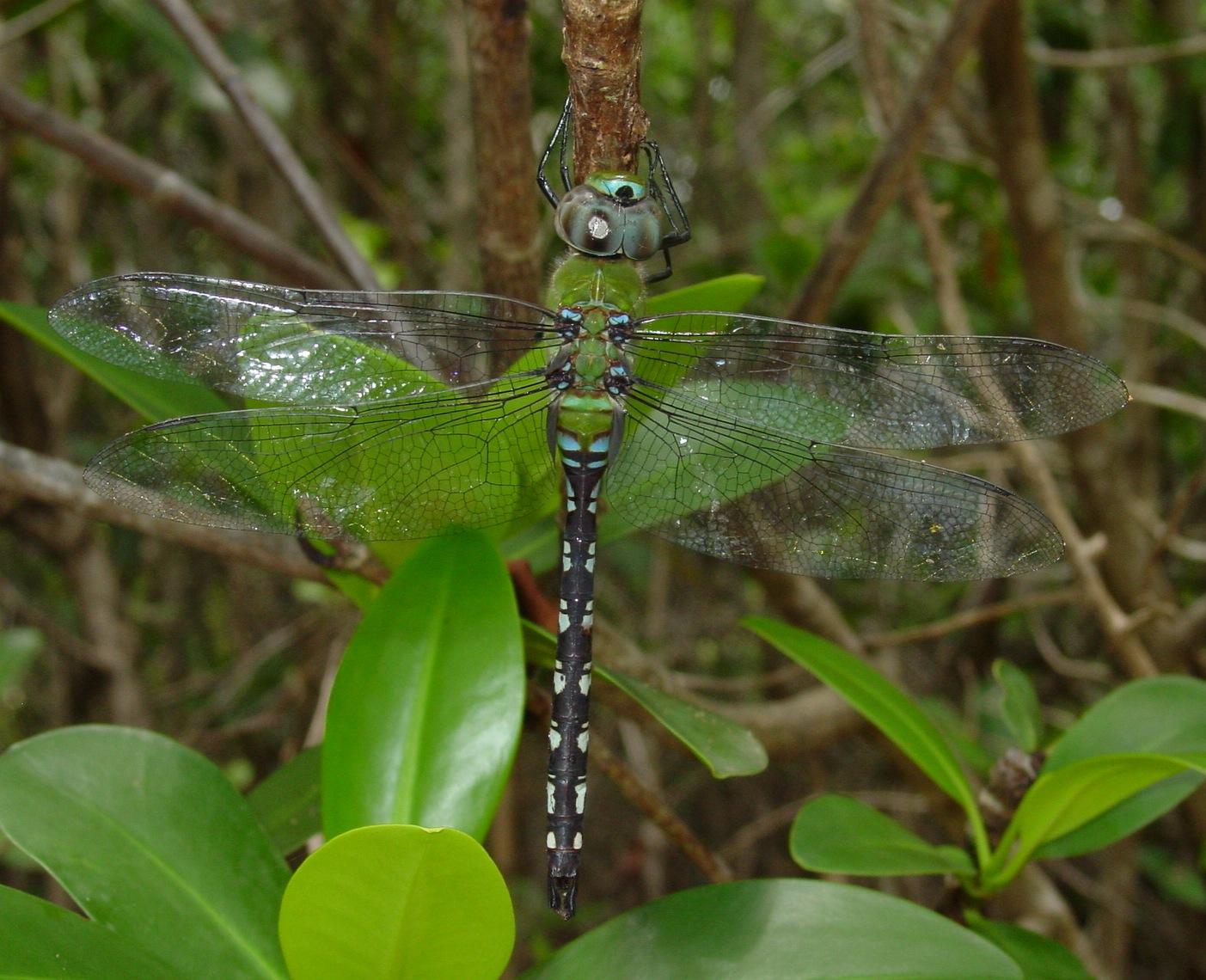
Anax amazili
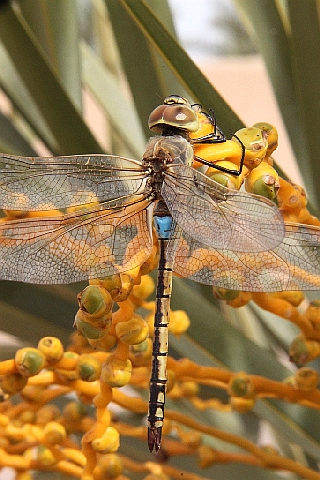
Anax ephippiger
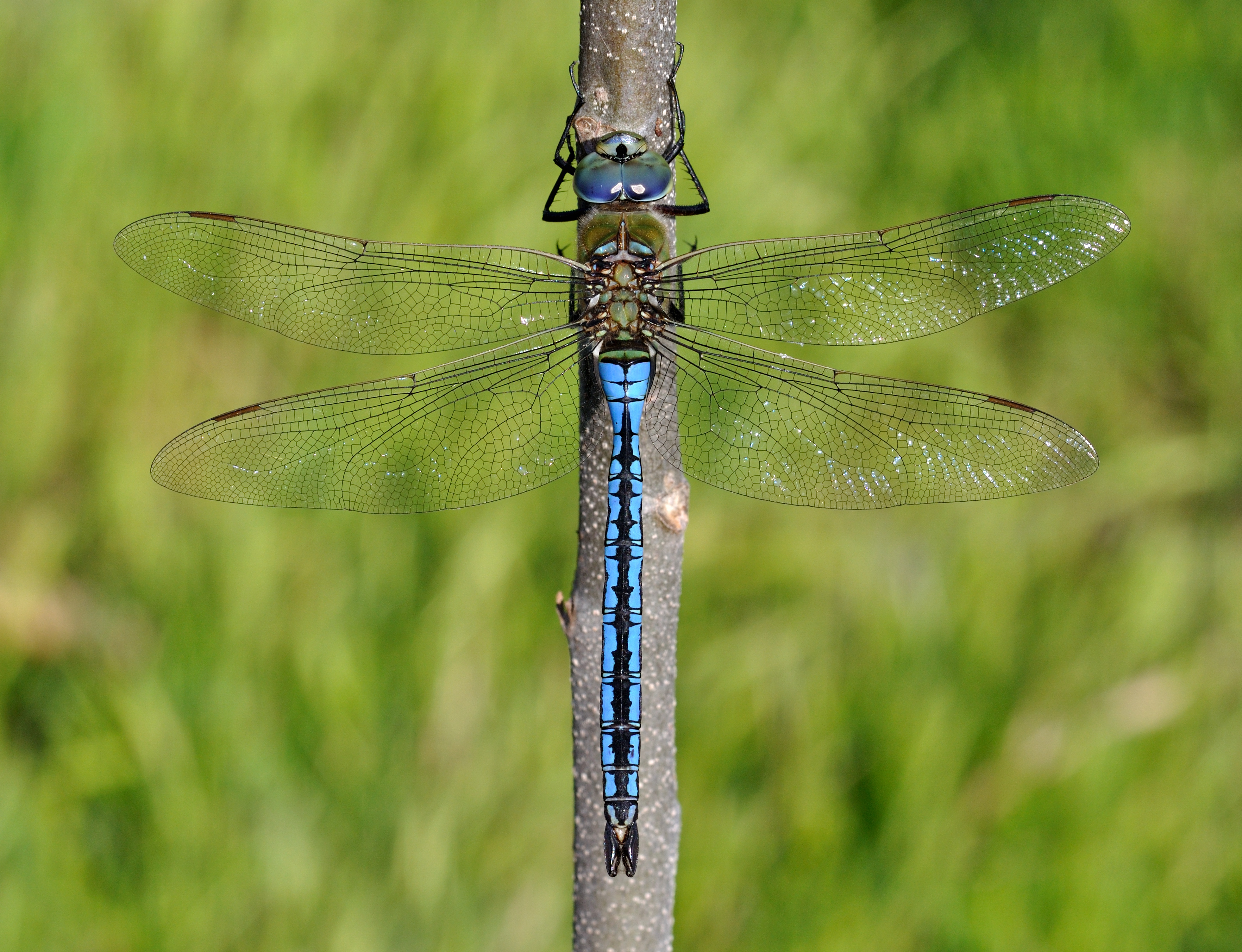
Anax imperator
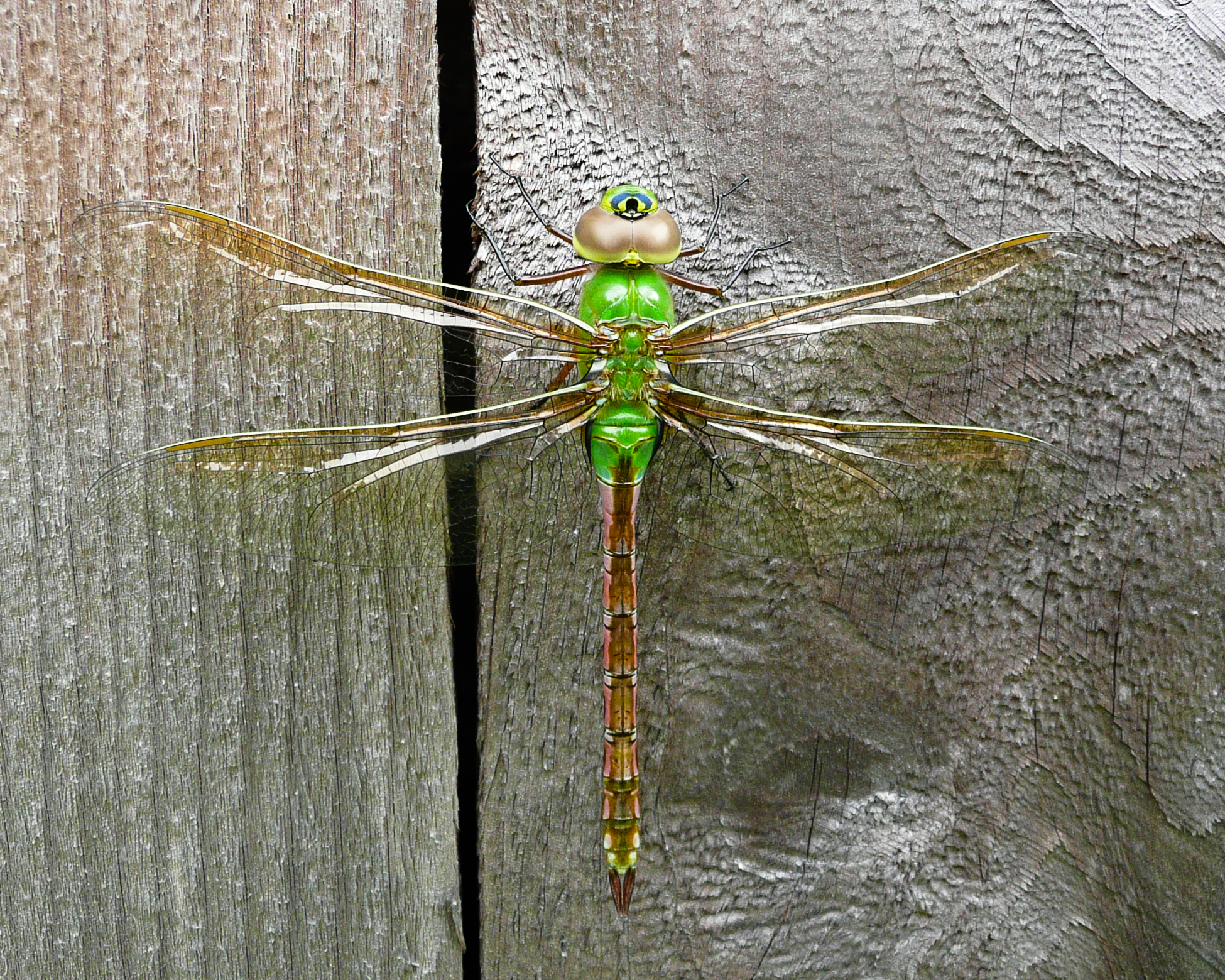
Anax junius
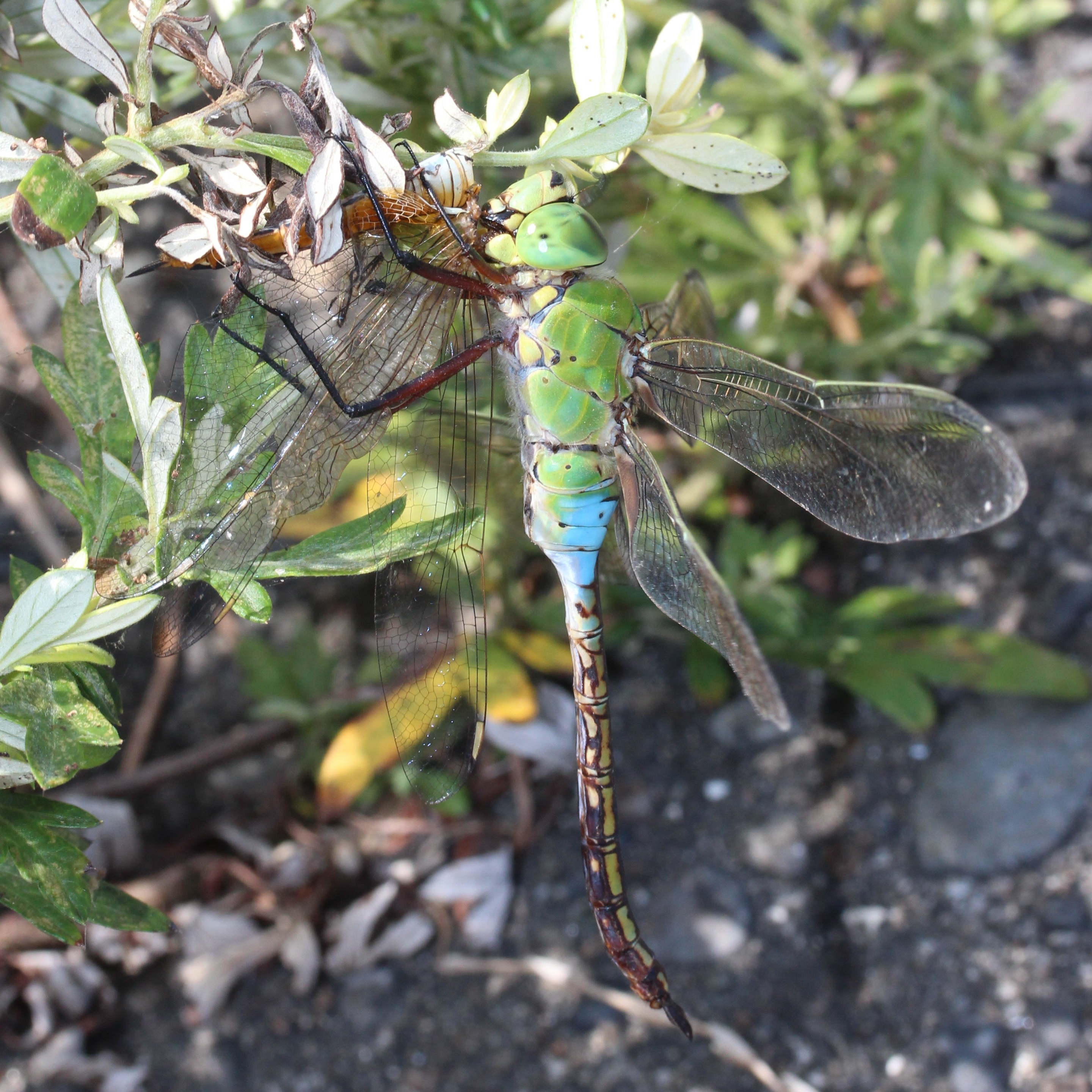
Anax parthenope
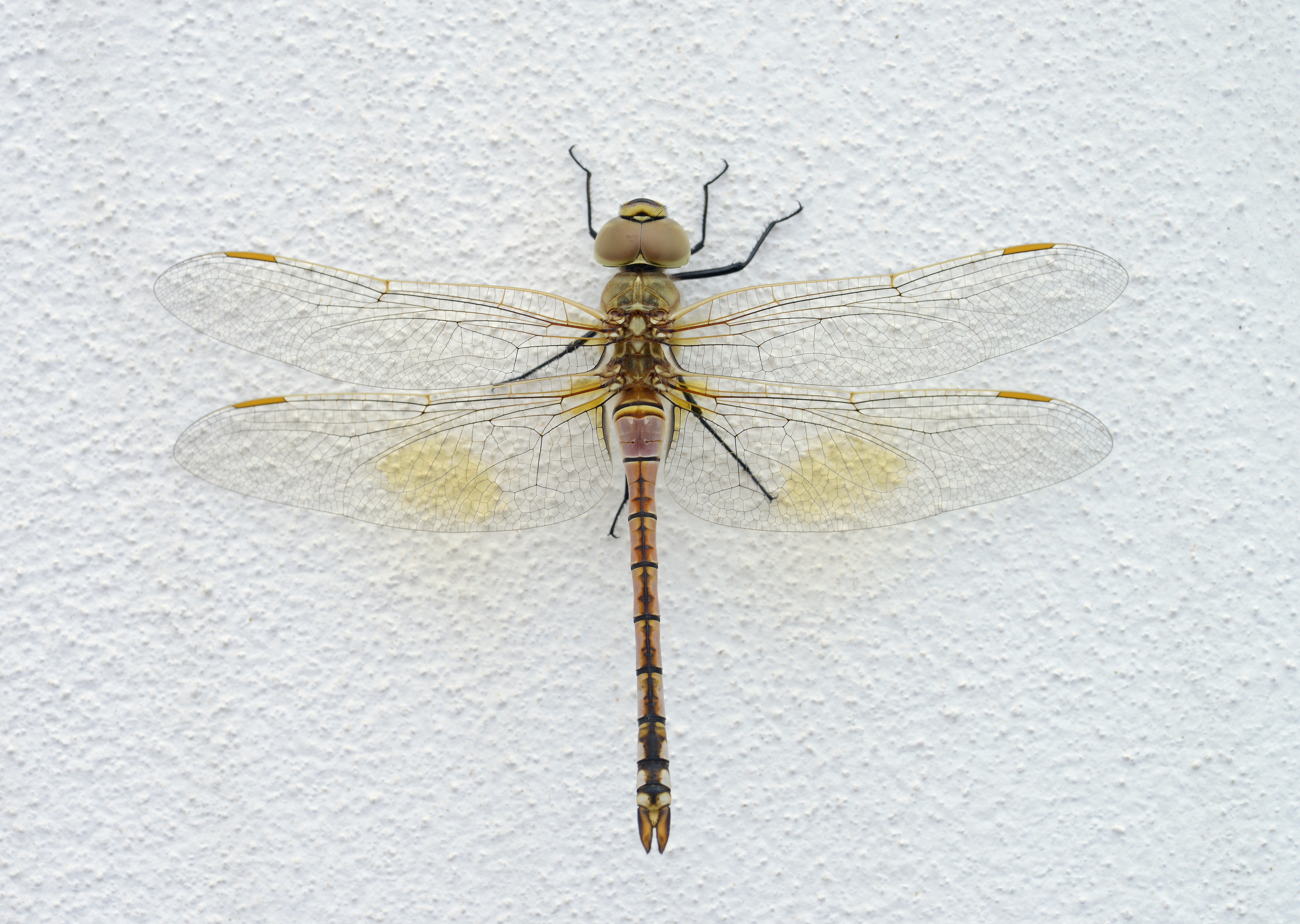
Anax ephippiger femelle. Aout 2021.